# Jaszczurzyca (szczyt)
Jaszczurzyca (słow. Jašteričie, 878 m) – wzgórze w miejscowości Orawice, w Dolinie Mihulczej, u północno-wschodnich podnóży Osobitej. Jego północne stoki o względnej wysokości około 40 m opadają do Bobrowieckiego Potoku, wschodnie do potoku Jaszczurzyca (dopływ Bobrowieckiego Potoku), zachodnie do niewielkiego i nienazwanego potoku (dopływ Mihulczego Potoku).
Jaszczurzyca jest zalesiona, ale z wszystkich niemal stron otaczają ją wielkie łąki.